# John Bagot Glubb
John Bagot Glubb (ur. 16 kwietnia 1897 w Preston, zm. 17 marca 1986 w Mayfield) – brytyjski wojskowy, generał broni, w latach 1939–1956 dowodził Legionem Arabskim w Królestwie Transjordanii.

## Młodość
Urodził się w Preston w hrabstwie Lancashire, w południowej części Wielkiej Brytanii. Ukończył Cheltenham College w Cheltenham.

## Kariera wojskowa

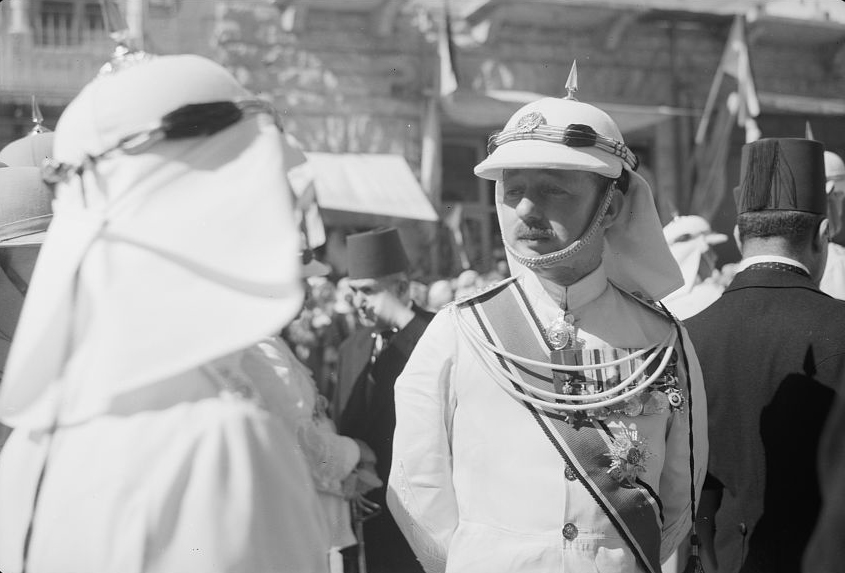
John Glubb w Ammanie, 1920

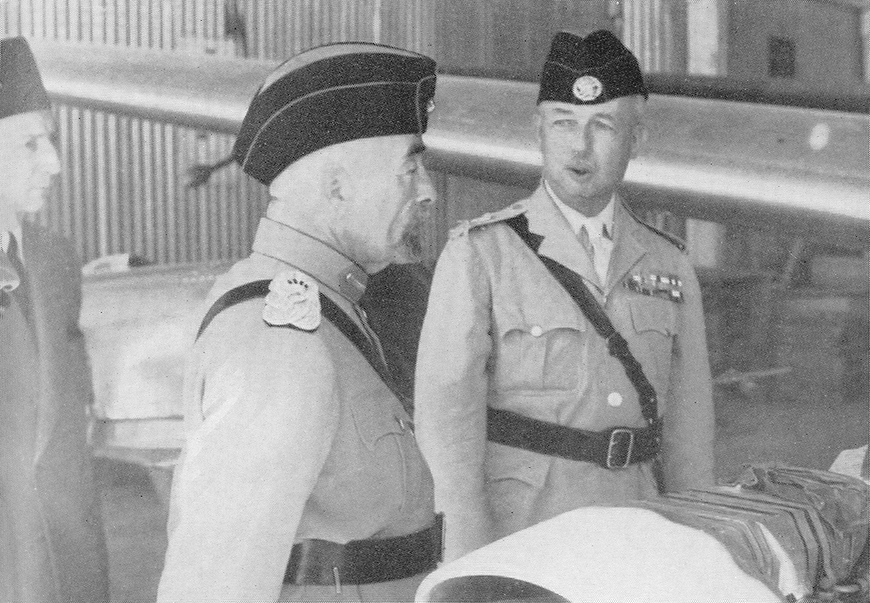
John Glubb z królem Abdullahem I (po lewej) w Jerozolimie, na dzień przed zabójstwem króla, 19 lipca 1951

Podczas I wojny światowej został w 1915 powołany do brytyjskiej armii i po przejściu szkolenia służył w jednostce inżynieryjnej Royal Engineers we Francji. Podczas walk został ciężko raniony w szczękę, która nie była już potem w pełni sprawna.
W 1920 został przeniesiony do Brytyjskiego Mandatu Mezopotamii (od 1932 Królestwo Iraku). W 1930 otrzymał przeniesienie do Emiratu Transjordanii, gdzie we współpracy z emirem Abdullahem I utworzył rok później pierwszą jednostkę Beduinów, którzy patrolowali południową pustynną część kraju zwalczając przemyt i bandy rabusiów. W ciągu kilku lat zdołał przekonać Beduinów do porzucenia swoich przyzwyczajeń do najazdów na sąsiednie plemiona. Zdołano w ten sposób zaprowadzić porządek i spokój w Transjordanii.
W 1938 poślubił Muriel Glubb Rosemary Forbes, córkę lekarza James Graham Forbesa. W 1939 urodził się im w Jerozolimie syn Gotfryd (otrzymał imię na cześć króla Gotfryda z Bouillon). W 1944 adoptowali palestyńską beduińską dziewczynkę, a w 1947 adoptowali jordańskiego beduińskiego chłopca.
W 1939 Glubb został dowódcą Legionu Arabskiego, który zdołał w ciągu kilku lat przekształcić w najlepszą arabską jednostkę wojskową na świecie. Encyklopedia Orientu pisze: „Globb służył swojemu krajowi przez długie lata na Bliskim Wschodzie, co uczyniło go w końcu niezwykle popularnym człowiekiem. Arabscy nacjonaliści uważali, że wywiera on nacisk na króla Abdullaha I, aby przystąpił on do Paktu Bagdadzkiego. Glubb zajmował wysokie stanowisko w Legionie Arabskim, armii Transjordanii. Podczas II wojny światowej poprowadził atak na arabskich przywódców w Iraku, a także prowadził działania przeciwko reżimowi Vichy w Libanie i Syrii”.
Podczas I wojny izraelsko-arabskiej Glubb dowodził Legionem Arabskim, zajmując Zachodni Brzeg i Wschodnią Jerozolimę. Po zakończeniu wojny dowodził działaniami Legionu na terenach okupowanych. W dniu 1 marca 1956 został odwołany przez króla Husajna I, który chciał w ten sposób zdystansować się od Wielkiej Brytanii i obalić twierdzenie arabskich nacjonalistów, że w rzeczywistości to Glubb sprawuje władzę w Jordanii. Pomimo odwołania pozostał on bliskim przyjacielem króla Husajna.

## Po odejściu z armii
Pozostałe lata swojego życia Glubb spędził na pisaniu książek i artykułów o swoich doświadczeniach na Bliskim Wschodzie i historii Arabów.
Zmarł w 1986 w swoim domu w Mayfield w gminie Mayfield w hrabstwie East Sussex w Wielkiej Brytanii.

## Odznaczenia
- Order Łaźni
- Order św. Michała i św. Jerzego
- Order Wybitnej Służby
- Order Imperium Brytyjskiego
- Krzyż Wojskowy
- Order Świętego Jana Jerozolimskiego
- Medal Króla dla Policji
- Medal Służby Ogólnej (1918)
- Gwiazda 1914–15
- Medal Wojenny Brytyjski
- Medal Zwycięstwa
- Gwiazda za Wojnę 1939–1945
- Medal Obrony
- Medal Wojny 1939–1945
- Wielka Wstęga Najwyższego Orderu Odrodzenia (Jordania)
- Wielka Wstęga Orderu Niepodległości (Jordania)
- Order Dwóch Rzek (Irak)